# Bachelor Mother
Bachelor Mother (estrenada en España con el título Mamá a la fuerza)  es una comedia cinematográfica norteamericana de 1939 dirigida por Garson Kanin y protagonizada por Ginger Rogers, David Niven y Charles Coburn.
El guion se basó en una historia creada por Felix Jackson, años antes, para la cinta austro-húngara de 1935  Little Mother  y que fue adaptada a esta película por Norman Krasna. Jackson fue nominado en 1940 por su guion al Óscar al mejor argumento (guion original). Se trata de una comedia ligera pero inteligente e ingeniosa con un argumento lleno de malentendidos.

## Argumento

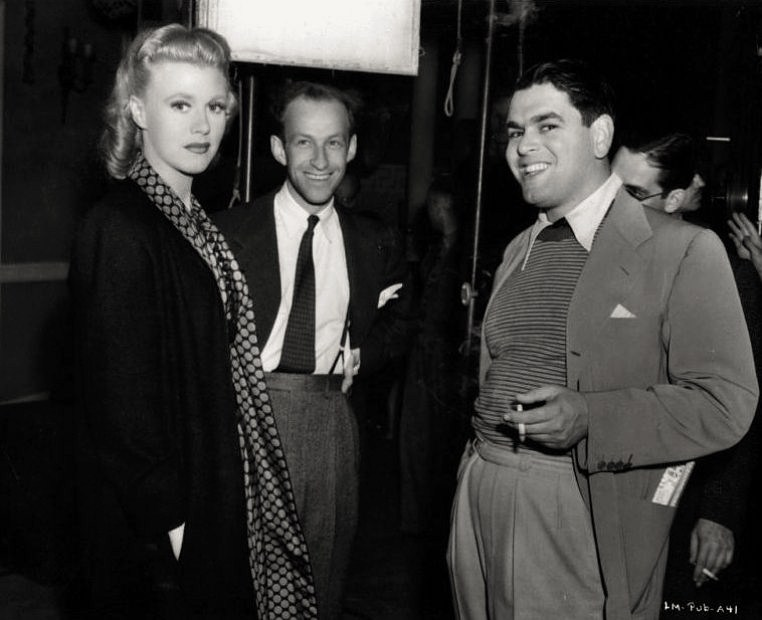
De izquierda a derecha: Ginger Rogers, Garson Kanin (director) y Pandro S. Berman (productor ejecutivo) en el rodaje de Bachelor Mother.

Polly Parrish (Ginger Rogers) es una vendedora de los grandes almacenes John B. Merlin and Son de Nueva York, que va a ser despedida al acabar la campaña navideña. Durante un descanso ve a una mujer que abandona a un niño a la puerta de un orfanato. Por un malentendido en el hospicio creen que ella es la madre del bebé.
David Merlin (David Niven), es un joven playboy, hijo de J.B. Merlin (Charles Coburn), el propietario de los grandes almacenes, que vuelve a contratar a Polly para que pueda cuidar al bebé al que todos creen su hijo. Incapaz de convencer a nadie de que no es la madre y con la amenaza de ser despedida, asume el cuidado del niño.